# Orolik
Orolik (horvátul: Orolik, szerbül: Оролик) falu Horvátországban Vukovár-Szerém megyében. Közigazgatásilag Ivanóchoz tartozik.

## Fekvése, éghajlata
Vukovártól légvonalban 15, közúton 16 km-re délre, Vinkovcétól 16 km-re délkeletre, községközpontjától 7 km-re délkeletre, a Nyugat-Szerémségben, a Báza bal oldali mellékvize, a Savak-patak partján, a Vinkovcéről Felsőtárnokra menő főút és a Vinkovce-Szávaszentdemeter vasútvonal mentén fekszik.

## Története
A határában található „Gradina – Greda i Bokijevci” régészeti lelőhely leletei alapján a falu területe már az őskorban lakott volt. A lelőhely a falutól 4,5 km-re délre a Kosanovica-pataknak a Bosutba való betorkollása feletti magaslaton található. A központi plató mérete 120-szor 160 méter, magassága 15-20 méter. Mesterséges árok övezi. A régészek 1968-ban és 1984-ben folytattak itt feltárásokat. A feltárások során több rétegben a középső neolitikumi Sopot kultúra, a késő rézkori Vučedoli kultúra, a kora bronzkori Vinkovcei kultúra, a vaskori La Tène-kultúra leletei, főként kerámiák, valamint számos bronz-, vas-, üveg- és aranytárgy került elő. Ezen kívül határában még több őskori és ókori lelőhely („Šuma Aljmaš”, „Oroliška gradina”, „Oraši”, „Rajterovo brdo”, „Vodopad”) is található.
Orolik középkori létezésének nincs írásos nyoma, csak a török uralom idején tűnik fel a neve. A hagyomány szerint a név magyar eredetű és onnan származik, hogy a falu Valkóvártól egy óra járásra feküdt. 1715-ben 19 katolikus ház volt Orolikban. Ez túl kevésnek bizonyult a királyi kamara számára, amely ekkor a birtokosa volt, mivel a falu határában sok termőföld volt. Ezért 1732-ben a Likából, Otocsán és Ogulin környékéről 12 ortodox családot költöztetett a faluba a földek megművelésére. Idén már 20 házuk volt Orolikban, és számuk elérte a katolikus lakosságot. 1716-ban a határőrkerület és a vármegye közötti határ első kijelölése után Orolik a vukovári uradalom része lett. 1766-ban Oroliknak 38 ortodox háztartása volt. 1791-re a háztartások száma 51-re növekedett 329 lakossal. Abban az időben Orolik két ortodox parókiához tartozott. Berakhoz 8 ortodox ház és 46 lakossal, míg Komletincához két ortodox ház 14 lakossal.
Lakói kezdetben a vukovári uradalom jobbágyai, majd 1745-től a katonai igazgatás 1881-es teljes megszüntetéséig határőrök voltak, akik 16 és 60 életévük között kötelezve voltak a császári hadseregben a katonai szolgálatra. A Bródi határőrezred kilencedik századához tartoztak, amelynek székhelye Vinkovce volt. Részt vettek a Habsburg Birodalom szinte valamennyi háborújában. A katonai közigazgatást 1873-ban megszüntették, majd területét 1881-ben Szerém vármegyéhez csatolták. A településen 1787-ben nyitották meg a postahivatalt, amely azonban csak 1844-ig üzemelt, mert bezárták. 1860. október 1-jén nyitották újra. Az ortodoxok számára 1748-ban a faluban Szent Péter és Pál tiszteletére templom épült, míg a katolikusok a közeli Berak község plébániatemplomához tartoztak. 1810-ben megnyílt a falu első iskolája. A Szent Lukácsnak szentelt katolikus templomot 1877-ben építették.
Az első katonai felmérés térképén „Orolik” néven található. Lipszky János 1808-ban Budán kiadott repertóriumában „Orolik” néven szerepel. Nagy Lajos 1829-ben kiadott művében „Orolik” néven 116 házzal, 62 katolikus és 547 ortodox vallású lakossal találjuk. A falu 1891-ben vasúti összeköttetést kapott. A Vinkovcéről Szávaszentdemeterre vezető vasutat 1891. november 7-én adták át a forgalomnak.
A településnek 1857-ben 311, 1910-ben 1052 lakosa volt. Szerém vármegye Vukovári járásához tartozott. Az 1910-es népszámlálás adatai szerint lakosságának 41%-a szerb, 30%-a német, 25%-a horvát, 3%-a magyar anyanyelvű volt. A település az első világháború után az új szerb-horvát-szlovén állam, majd később (1929-ben) Jugoszlávia része lett. 1941 és 1945 a Független Horvát Államhoz tartozott, majd a szocialista Jugoszlávia fennhatósága alá került. A második világháború végén a német lakosság nagy része elmenekült a partizánok elől. Az itt maradtakat a kommunista hatóságok kollektív háborús bűnösökké nyilvánították, minden vagyonuktól megfosztották és munkatáborba zárták. Az életben maradtakat később Németországba és Ausztriába telepítették ki. 1946-ban az ország más részeiről szállítottak ide elszegényedett szerb családokat, akik megkapták az elűzött németek házait. 1991-től a független Horvátország része. 1991-ben lakosságának 69%-a szerb, 25%-a horvát, 3%-a jugoszláv nemzetiségű volt. A nem szerb lakosság, elsősorban a horvátok 1991-ben száműzetésbe kényszerültek, amely hét évig tartott. E hét év alatt a helyi szerb lakosság az úgynevezett Szerb Krajinához csatlakozott és részt vett a Horvátország Köztársaság elleni háborúban. A horvát népesség visszatérése 1997-ben kezdődött és pár év alatt befejeződött. A háborúban megsérült és elpusztult házak újjáépítése megtörtént. Újjáépítették a teljesen elpusztult római katolikus templomot is. A római katolikus hívők a beraki plébániatemplomhoz tartoznak. A településnek 2011-ben 512 lakosa volt.

## Népessége

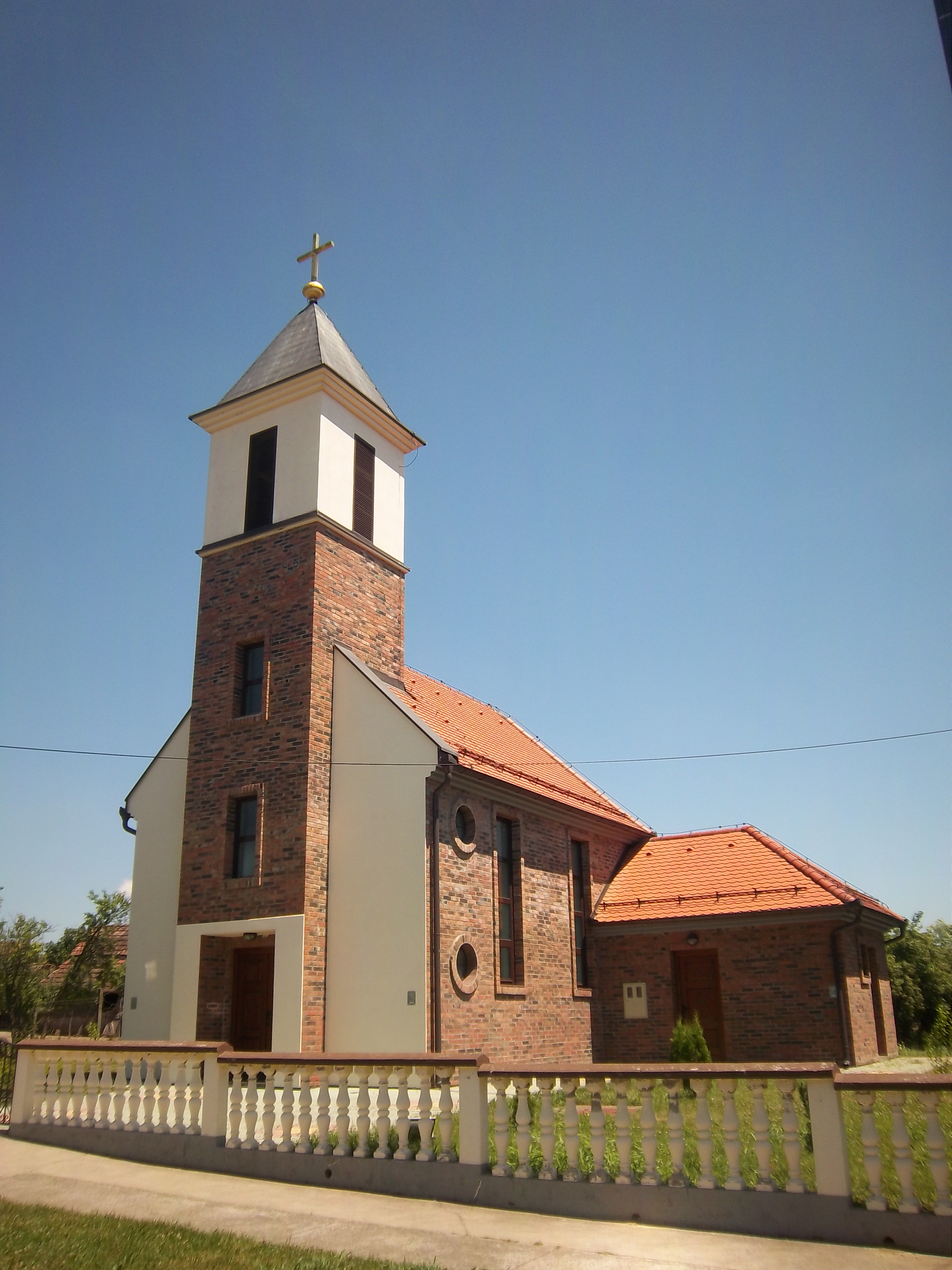
A Szent Lukács templom

| Lakosság változása | Lakosság változása | Lakosság változása | Lakosság változása | Lakosság változása | Lakosság változása | Lakosság változása | Lakosság változása | Lakosság változása | Lakosság változása | Lakosság változása | Lakosság változása | Lakosság változása | Lakosság változása | Lakosság változása | Lakosság változása |
| ------------------ | ------------------ | ------------------ | ------------------ | ------------------ | ------------------ | ------------------ | ------------------ | ------------------ | ------------------ | ------------------ | ------------------ | ------------------ | ------------------ | ------------------ | ------------------ |
| 1857               | 1869               | 1880               | 1890               | 1900               | 1910               | 1921               | 1931               | 1948               | 1953               | 1961               | 1971               | 1981               | 1991               | 2001               | 2011               |
| 311                | 393                | 529                | 936                | 972                | 1.052              | 1.085              | 1.161              | 977                | 1.115              | 1.129              | 1.024              | 939                | 864                | 578                | 512                |

## Nevezetességei
- Szent Péter és Pál tiszteletére szentelt pravoszláv temploma 1748-ban épült
- Szent Lukács evangélista tiszteletére szentelt római katolikus temploma 1877-ben épült. Kertjében áll az első világháború hőseinek emlékműve.[9]

## Oktatás
Első iskoláját 1810-ben nyitották meg. A településen az ivanóci általános iskola négyosztályos területi iskolája működik. Az iskolaépület 2005-ben épült. A felső tagozatosok Szlakócra, a szerbek Ivanócra járnak.

## Sport
- Az NK Srijem Orolik labdarúgóklubot 1934-ben Hajduk néven alapították. 1945-ben az FK Partizan nevet vette fel, melyet 1956-ban NK Sremre változtattak. 1997-ben kapta mai nevét. A csapat a megyei 3. ligában szerepel.

## Egyesületek
- UŽ „Breza” Orolik nőegyesület
- Az LD „Fazan” vadásztársaságot 1945-ben „Mina” néven alapították. 1998-ban nevét Fazanra módosították. Az egyesületnek ma 10 tagja van. Gazdálkodási területe 1637 hektár.